# 美因河畔哈特斯海姆
美因河畔哈特斯海姆（德語：Hattersheim am Main，發音：[ˈhatɐsˌhaɪm ʔam ˈmaɪn]）是德国黑森州达姆施塔特行政区美因-陶努斯县的城市，面积15.8平方千米，2023年12月31日人口为28,720人。

## 友好城市
美因河畔哈特斯海姆与以下城市结为友好城市：
- 匈牙利 莫雄馬扎爾古堡
- 聖卡塔琳娜縣
- 法國 萨塞勒